# La Majada (Catamarca)
La Majada es una localidad de la provincia argentina de Catamarca, dentro del Departamento Ancasti.
Se encuentra enclavada en el sistema de la sierra de Ancasti a 1043 m s. n. m.

## Población
Cuenta con 154 habitantes (Indec, 2010) lo que representa un incremento del 10 % frente a los 140 habitantes (Indec, 2001) del censo anterior.
| Gráfica de evolución demográfica de La Majada entre 1991 y 2010 |
|                                                                 |
| Fuente: Censos nacionales del INDEC                             |